# NGC 2549
NGC 2549 је лентикуларна галаксија у сазвежђу Рис која се налази на NGC листи објеката дубоког неба.
Деклинација објекта је + 57° 48' 11" а ректасцензија 8h 18m 58,3s. Привидна величина (магнитуда) објекта NGC 2549 износи 11,2 а фотографска магнитуда 12,2. Налази се на удаљености од 15,700 милиона парсека од Сунца. NGC 2549 је још познат и под ознакама UGC 4313, MCG 10-12-124, CGCG 287-69, PGC 23313.